# بطولة فيينا المفتوحة
بطولة فيينا المفتوحة هي بطولة تنس للمحترفين تقام على ملاعب صلبة وهي حالياً ضمن بطولات رابطة محترفي التنس 500 نقطة.بدأت أول نسخة في 1974.